# Corredor Mediterráneo (Europa)
El Corredor Mediterráneo en la Unión Europea es el corredor 3 (CORR 3) de la Red Transeuropea de Ferrocarril.

## Ferrocarril
Como corredor ferroviario, forma parte de la Red Transeuropea de Ferrocarril. Consiste en una serie de líneas ferroviarias de mercancías y pasajeros de varios países de la Unión Europea (UE), entre las que se incluye el llamado «Corredor Mediterráneo» en España.
El Corredor Mediterráneo cruza seis países de la UE, (España, Francia, Italia, Eslovenia, Croacia y Hungría), por más de 6000 km a lo largo de la ruta: Almería-Valencia/Madrid-Zaragoza/Barcelona-Marsella-Lyon-Turín-Milán-Verona-Padua/Venecia-Trieste/Koper-Ljubljana-Budapest-Distrito de Záhony. También se ha considerado la expansión del trayecto del Corredor Mediterráneo desde Faro, Portugal, hasta Kiev, Ucrania.

### Ramas Principales
Las ramas principales del Corredor Mediterráneo son las cinco siguientes:
- Algeciras-Bobadilla-Madrid-Zaragoza-Tarragona
- Sevilla-Bobadilla-Murcia
- Cartagena-Murcia-Valencia-Tarragona
- Tarragona-Barcelona-Perpiñán-Marsella/Lyon-Turín-Novara-Milán-Verona-Padua-Venecia-Ravena/Trieste/Koper-Ljubljana-Budapest
- Liubliana/Rijeka-Zagreb-Budapest